# Col de Nisshō
Le col de Nisshō (日勝峠, Nisshō-tōge) est un col de montagne à 1 106 m d'altitude situé dans la partie septentrionale des monts Hidaka de l'île de Hokkaidō au Japon.

## Caractéristiques
La chaussée franchit le col par le tunnel de Nisshō à 1 022 m d'altitude. Le col fait 33 km de long et la route 5,5 m de large avec une déclivité maximale de 6,2 %. Le rayon de courbure minimum est de 50 m. La neige peut encombrer le col du mois d'octobre au mois de mai. La route nationale 274 traverse le col entre Hidaka et Shimizu.